# Drukpers

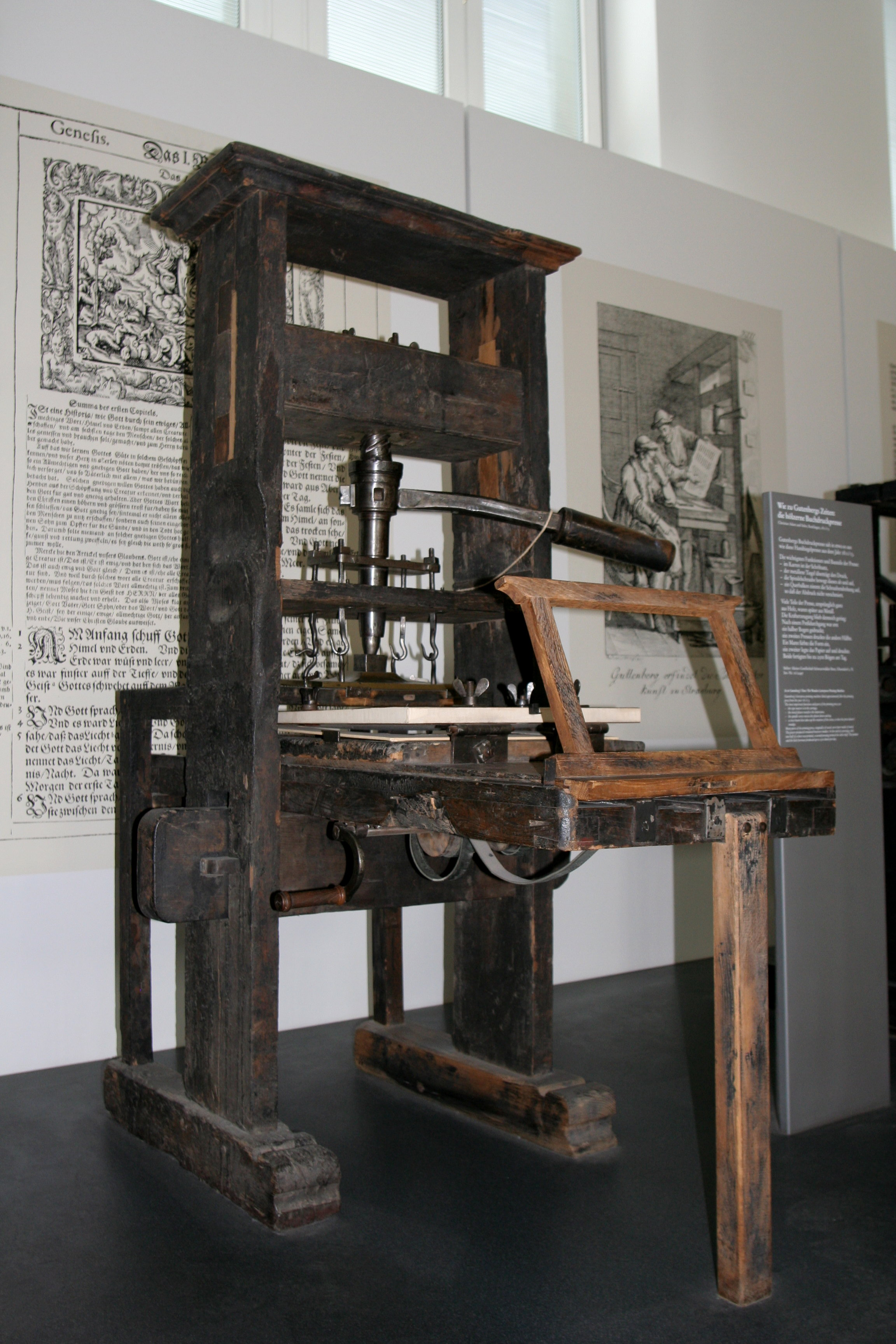
Degelpers, 1811

Een drukpers was oorspronkelijk een handmatig werktuig dat gebruikt werd om teksten of afbeeldingen in oplage te vermenigvuldigen. De eerste drukpers met gebruik van losse letters werd ca 1045 uitgevonden door de Chinees Bi Sheng. De eerste Europese blokdrukpersen ontstonden rond 1350 in Oostenrijk.

## Losse letters
Rond 1450 werd in Zuid-Duitsland voor het eerst gebruikgemaakt van losse letters om teksten te vormen die dan afgedrukt konden worden; dit staat bekend als de boekdrukkunst. De man die beroemd werd met deze innovatie was Johannes Gutenberg. Zijn bekendste werk is de Gutenbergbijbel. Zuid-Duitsland, Bazel en Venetië waren in de periode 1470-1550 de belangrijkste centra voor gedrukte werken. Er waren veel verschillende drukkers actief en de onderwerpen van het gedrukte werk liep zeer uiteen.
De drukpers heeft de verspreiding van informatie een nieuwe dimensie gegeven, doordat informatie nu breed toegankelijk werd. Tot dan waren alle boeken handgeschreven en dat was zeer kostbaar en tijdrovend. De renaissance kreeg een extra impuls door de uitgaven van klassieke werken voor een breed publiek.

## Techniek

Gietijzeren handpers geproduceerd door Gouy

Het oudste type drukpers in Europa is de degelpers. Deze bestaat uit een stellage van een onderplaat waar de drukvorm op ligt en een bovenplaat (degel). De drukvorm wordt met de hand ingeïnkt. Vervolgens wordt een vel papier op de drukvorm gelegd. De degel kan met behulp van een spindel omlaag gedraaid worden tot op de drukvorm. Door het tegen het papier drukken van de degel wordt de afdruk tot stand gebracht.
In de loop der eeuwen is de degel gemoderniseerd. Later werden cilinderpersen en rotatiepersen ontwikkeld waardoor de productiesnelheden enorm toenamen. In de twintigste eeuw kwam het offsetprocedé in zwang. Daarnaast bestaan persen voor foliedruk, diepdruk, zeefdruk en tampondruk.
De oudste Europese drukpersen zijn te bezichtigen in het Plantin-Moretusmuseum in Antwerpen en het Industriemuseum in Gent.

## Galerij

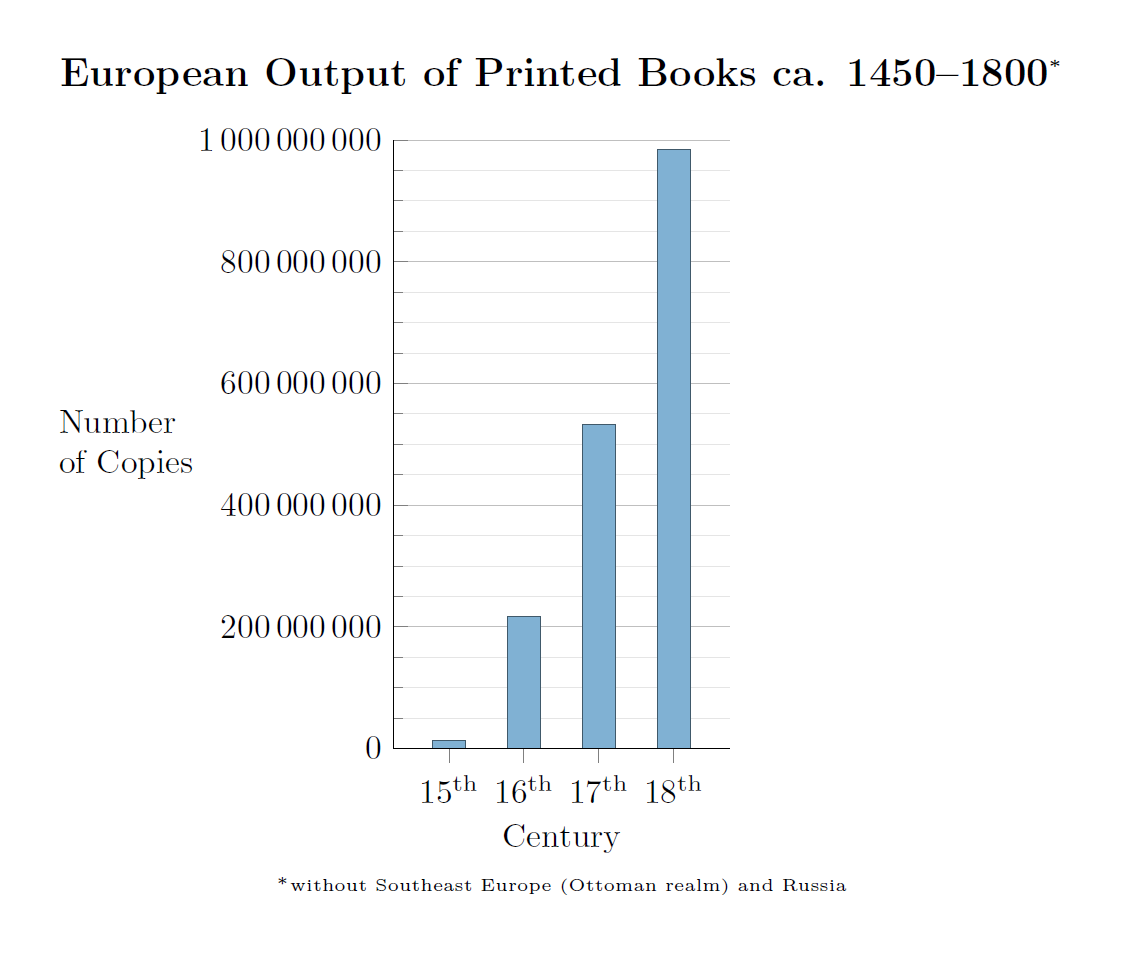
Productie van gedrukte boeken van circa 1450 tot 1800
Spreiding en grootte van de productie van boekdrukkunst in steden gedurende de vijftiende eeuw[3]
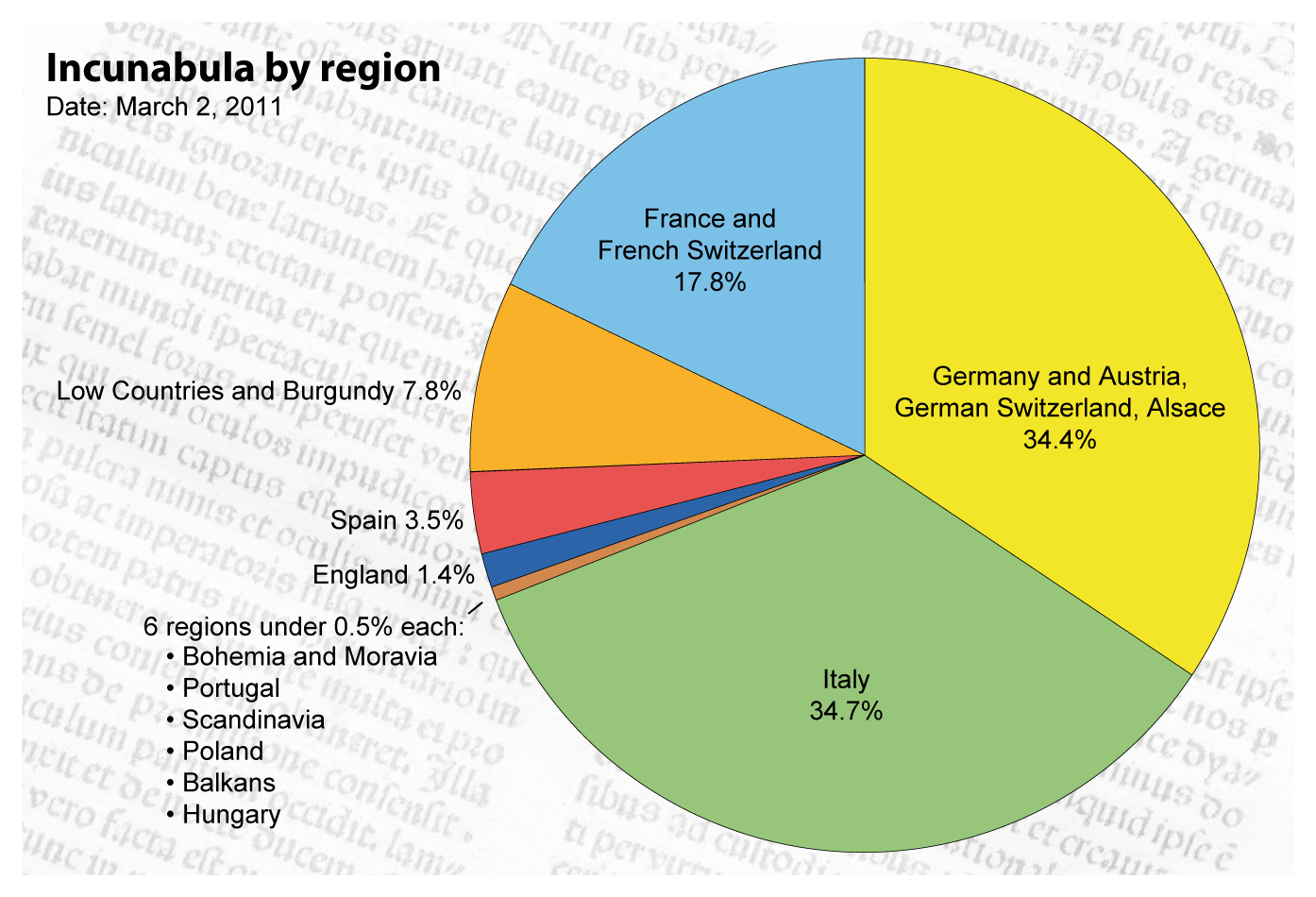
Aandeel gedrukte boeken per regio gedurende de vijftiende eeuw
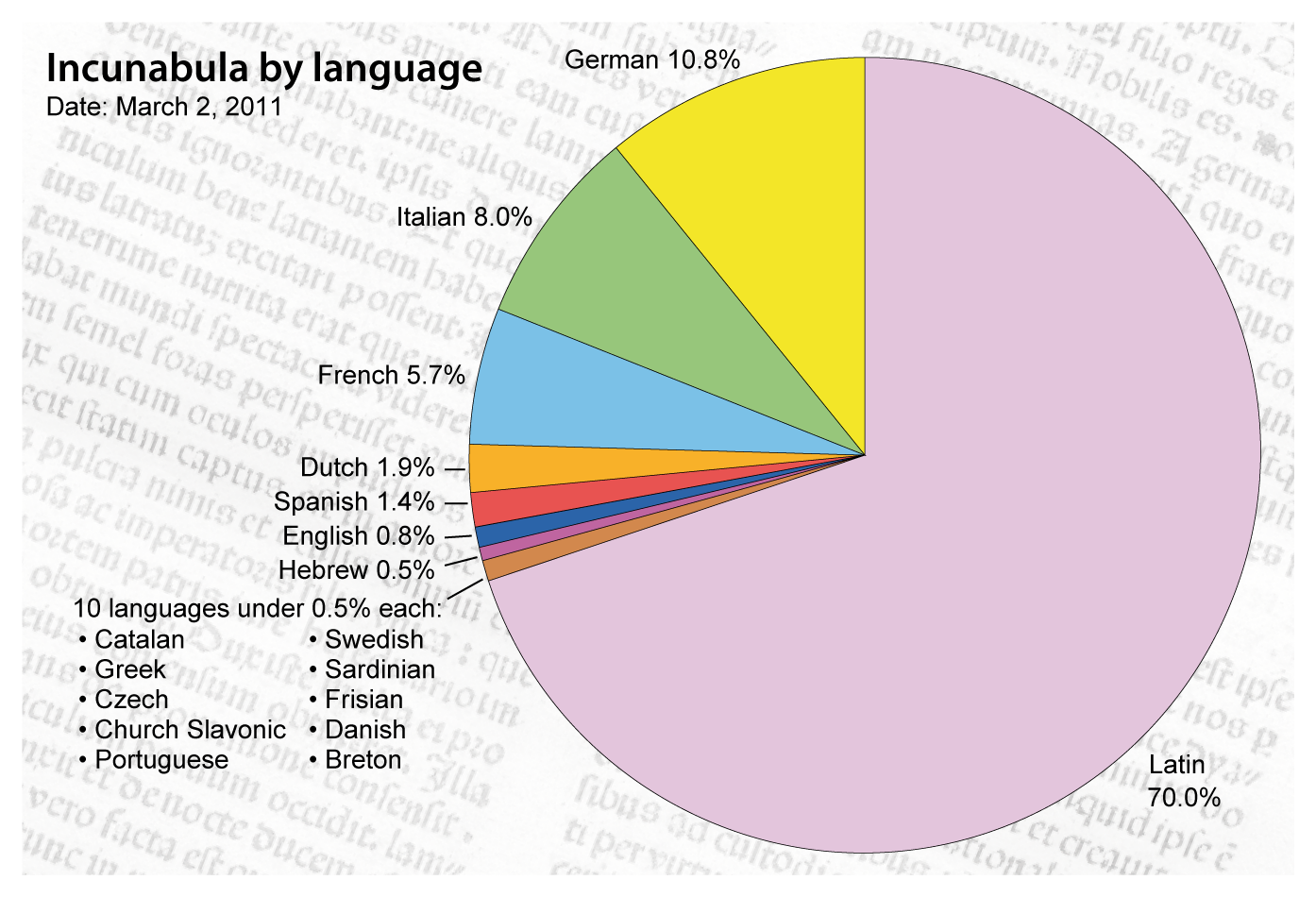
Aandeel gedrukte boeken per taal gedurende de vijftiende eeuw